# Mampituba
Mampituba là một đô thị thuộc bang Rio Grande do Sul, Brasil. Đô thị này có diện tích 157,875 km², dân số năm 2007 là 2926 người, mật độ 18,53 người/km².